# Gioco delle cinque pietre
Il gioco delle cinque pietre detto anche degli astragali è un antico gioco di società praticato dai greci e dai romani. 
Le fanciulle greche e romane portavano sempre con sé un sacchetto con le pietre e si dilettavano in questo gioco. Testimonianze di questa pratica si trovano al Museo archeologico nazionale di Taranto
A differenza degli aliossi dove si usano dieci pezzi, in questo gioco si adoperano cinque pietruzze, preferibilmente di forma arrotondata. Tradizionalmente le pietre erano di proprietà personale del giocatore, ma le regole non vietano di usare le pietre di altri. Il numero minimo di giocatori è due.

## Le regole moderne del gioco
Lo scopo del gioco è totalizzare il numero di punti stabiliti in partenza dai giocatori.
Inizia la partita la persona sorteggiata.
Quando il giocatore corrente commette un errore, cede la mano al giocatore successivo.
Il gioco si sviluppa in cinque passi.
- Primo passo: si lanciano le pietre su un piano, si prende una pietra in mano e, lanciandola in alto, con la stessa mano, si raccoglie una pietra, e poi si afferra la pietra lanciata, tale da avere in mano due pietre. Tenendo la seconda pietra in mano, si lancia la prima pietra in aria e si raccoglie una terza pietra, e poi una quarta pietra.
- Secondo passo: si lanciano le pietre su un piano, si prende una pietra in mano e, lanciandola in alto, con la stessa mano, si raccolgono, tenendole in mano, a due a due, le rimanti pietre.
- Terzo passo:  si lanciano le pietre su un piano, si prende una pietra in mano e, lanciandola in alto, con la stessa mano, si raccoglie una pietra. Si lancia la prima pietra, tenendo in mano la seconda, e si raccolgono, tutti in una volta, le rimanenti tre pietre.
- Quarto passo:  si lanciano le pietre su un piano, si prende una pietra in mano, e si tenta di raccogliere in un colpo solo le quattro pietre a terra e la quinta in aria (senza lasciarla cadere a terra).
- Quinto passo:  si lanciano le pietre su un piano, si prende una pietra in mano e, lanciandola in alto, con la stessa mano si tenta di far passare, una alla volta, le altre pietre sotto il ponte formato da pollice e indice dell'altra mano, il ponte si posiziona una sola volta e non lo si può orientare di nuovo durante il tentativo, (il tutto senza far cadere a terra la pietra lanciata in aria).
- Sesto passo: si prendono in mano le cinque pietre le si lancia facendole ricadere sul dorso della mano. L'obiettivo è di riuscire a prendere tutte e cinque le pietre. Comunque sia, non si commette un errore se si prende un numero inferiore di pietre ma almeno una.

Ogni pietra raccolta vale un punto; il risultato finale è dato dalla somma dei punti ottenuti in ciascuna mano. Vince chi raggiunge per primo il totale stabilito all'inizio del gioco.
Quando si commette un errore, ovvero si viola una delle regole stabilite sopra, si passa la mano.

## Testimonianze odierne
Ai giorni nostri il gioco è ancora praticato da sparuti gruppi di bambini in Calabria, in Sardegna (dove è detto "biccus"), in Sicilia, in Molise, in Basilicata e in Puglia. In Friuli Venezia Giulia il gioco si chiamava "manette" ed era in voga negli anni '60.
Esistono testimonianze della pratica del gioco in Albania chiamato guraleca (pietricine), Madagascar e più in generale in Africa, dove è chiamato Tsibato
in Mustang(Nepal). Pare inoltre che il gioco sia praticato in Argentina col nome di "payana" o "pallana", pronunciato "pagiana" e in Marocco. Negli anni '80 del Novecento era molto in voga tra i bambini in Israele.
Il gioco è noto anche in Asia e in particolare in Corea con il nome di gonggi. In Corea il gioco è stato rilanciato dalla serie Squid game.